# Крюков, Виктор Иванович (режиссёр)
Виктор Иванович Крюков (род. 20 ноября 1951, Орловская область) — российский телевизионный режиссёр, сценарист.

## Биография
Окончил Ленинградский институт театра, музыки и кинематографии. В Челябинске снял несколько документальных фильмов: «Колония» («Дети-убийцы»), «Три портрета» и др. На фестивале кинопрограмм в Горьком фильмы получили награды, и Крюков был приглашён на работу в Москву в Молодёжную редакцию ЦТ. Первый док. фильм в Москве «Куликово поле» был снят в ТО «Экран» в 1980 году, затем фильмы «Школа волшебников», «Земля родная» и др. Лауреат кинопремии за работу над многосерийным фильмом «Стратегия Победы» (т/о «Экран»; в ролях М. Ульянов, В. Лановой и др.). Сериал был представлен к Государственной премии СССР 1985 года. 

## Телевизионная карьера
Виктор Крюков — создатель (с А.Кнышевым) знаменитой в 1980-х годах передачи «Весёлые ребята». Для неё режиссёр придумывал оригинальные спецэффекты, трюки, гэги. Выпуски этого цикла получали награды на зарубежных фестивалях (во Франции, например, отмечена музыкальная программа: Ж.Агузарова, А. Градский, В. Маркин, В Шумов, Б.Гребенщиков и т. д.). С 1989 года- режиссёр редакции литер- драматических программ.. Автор и режиссёр игрового сериала «Игра в детектив» (в ролях: Е.Евстигнеев, Ю.Яковлев, Л.Ярмольник...). Работал за рубежом: в частности, в Лондоне по приглашению Channel 4 "Английский юмор глазами русского режиссёра", «Алиса в стране большевиков» и др., для французского канала М6, голландского «Арт-канала» и др. Руководитель бюро телекомпании WMNB (США) в Москве (с 1994 года).  С конца 1990 года стал продюсером худож. вещания канала РТР, затем директором  ТПО «Артель». К передачам «Артели» относились «Маски-шоу», «Совершенно секретно», «Джентльмен-шоу», «Программа «А», программы Артемия Троицкого, („Росмузимпорт“, „Рок-кафе“), программы „Экзотика“ и „Виниловые джунгли“, фильмы и спектакли (в том числе двухсерийный фильм Кшиштофа Занусси „Игры женщин“: Васильева, Добровольская, Ефремов и др.). "Артель" впервые в СССР купила формат игры "Гладиаторы", затем "На земле, на воде и в воздухе", "В темноте" и т.д.  Свои циклы в "Артели" имели Э.Рязанов, К.Шахназаров и др. известные мастера культуры. В мае 1996 года указом президента РФ В.И. Крюков награждён медалью ордена „За заслуги перед Отечеством“ второй степени. С 2001 г. -заместитель ген. директора и гл. редактор телеканала REN-TV (отвечал за производство фильмов и сериалов, среди которых „КГБ в смокинге“, „Боец“, „Next“, „Великолепная толстушка“, „Нина“ и т.д.). Вышли сериалы „Операция "Китайская шкатулка“ (сценарий по своей книге), "Пёс Рыжий" (сценарий). 

## Книги
- Л. Парфенов, Е. Чекалова. Нам возвращают наш портрет (заметки о телевидении) Москва: „Искусство“, 1990 год Стр. 185—205. Очерк о В. И. Крюков и А.Кнышеве
- М. Глебова Сборник статей о телевидении». «Московский рабочий», 1986 г.
- Журнал «Журналист». № 3, 1983 г.
- И. Петровская «Возвращение образа». Очерк. Стр. 47-50
- Журнал «Телевидение и радиовещание» № 1, 1989 г. Стр. 59 и цветные вставки.